# Ptychotelson virdurorum
Ptychotelson virdurorum is een vlokreeftensoort uit de familie van de Stenothoidae. De wetenschappelijke naam van de soort is voor het eerst geldig gepubliceerd in 1998 door Krapp-Schickel & Andres.